# Setodes anatolicus
Setodes anatolicus är en nattsländeart som beskrevs av Schmid 1964. Setodes anatolicus ingår i släktet Setodes och familjen långhornssländor. Inga underarter finns listade i Catalogue of Life.